# Арсен (Грчка)
Арсен (грч. Αρσένι, Арсени) је насељено место у општини Вртикоп у периферији Средишња Македонија, Грчка. Према попису из 2021. године био је 1.241 становник.
Према бугарском географу и историчару, Василу Канчову, у Арсену је 1900. године живело 310 Словена хришћана и 115 Турака. Године 1924. турско становништво је принудно исељено у Турску а на њихово место су насељене грчке избегличке породице из Турске. На попису из 1940. године Арсен је имао 981 становника, од чега 450 Словена и 531 Грка.